# 壶流河
壶流河，古称祁夷水，位于中国华北地区北部，是桑干河右岸支流，发源于山西省广灵县南村镇上白羊村西南石人山南麓，由西向东流经广灵县中部，河北省蔚县西北部，在蔚县西合营镇以南转北偏西流，在阳原县化稍营镇小渡口村以西汇入桑干河。河流全长149千米，流域面积4316平方千米。流域属半干旱大陆性气候，易发生旱灾。流域内煤炭资源丰富。

## 概况
壶流河主要流经河北省张家口地区西南部，被称为张家口蔚县的“母亲河”，还是张家口地区重要战略用水水源地。河流属海河水系，发源于山西省广灵县西恒山南麓（《广灵县志》记载壶流河“源出山西广灵县西三十里莎泉。”），向东北方向进入河北省后，经蔚县、阳原县，注入桑干河。汉称祁夷水。因河床上游窄，下游宽，状若葫芦，故唐改称瓠芦水，至明代名称演变为壶流水，清为壶流河。如《元和郡县志》曾记载壶流河的名称来源为：“河上槽狭， 下槽洞，有似葫芦也，故得名。”主流全长59公里，流域面积省界以上1330平方公里，其中水神堂泉、百步坑泉、华山泉等泉水规模较大。壶流河河床宽100—300米，为常年河，年平均流量7.88立方米/秒，年结冰期约120天。多年平均流量9.36立方米/秒。自然落差990米。水能理论蕴藏量1.13万千瓦。流域地势西南高，东北低。中上游两岸多山。河道弯曲，支流不发育。蔚县西部的干流河道上建有壶流河水库等水利工程。壶流河水库属中型水库，根据当地政府披露的口径，壶流河水库库容可达8700万立方米，控制流域面积1717平方公里。

## 历史
壶流河谷地曾发现有百万年历史的旧石器遗址、新石器遗址，此外，蔚县古城也曾建立于壶流河南岸的平台地上。
壶流河流域内分布着著名的飞狐古道，其在古代承担了交通要道、军事驻地、通商路径等多种职能。受到多朝代军事防御及通商文化的影响，壶流河流域内分布着丰富的物质文化遗产，包括古建筑群、历史街巷、庙宇、宗祠等。

## 湿地

### 山西壶流河湿地省级自然保护区
2007年，经山西省人民政府批准，于山西省广灵县东南建立了山西壶流河湿地省级自然保护区，总面积665.93公顷，包括河流湿地、沼泽湿地、人工湿地三大类。保护区以保护国家重点保护野生动物黑鹳繁殖地及湿地生态系统为主要对象。除黑鹳外，保护区内还包括国家一级重点保护野生动物白尾海雕、大鸨等；国家二级重点保护野生动物大天鹅、猛禽类等；省级重点保护野生动物苍鹭等6种。

### 河北蔚县壶流河国家湿地公园
河北蔚县亦建设了河北蔚县壶流河国家湿地公园。该湿地公园为2017年经国家林业局批准，以保护湿地生态系统、合理利用湿地资源为目的，可供开展湿地保护恢复、宣传、教育、科研、监测、生态旅游等活动的特定区域。其范围为西南起壶流河大桥，北至北水泉镇蔚县阳原交界，总面积1531.43公顷。据媒体报道，当地共投入4.6亿元用于修复保护壶流河湿地生态。